# بروكينغز
بروكينغز، أوريغون (بالإنجليزية: Brookings, Oregon)‏ هي مدينة في ولاية أوريغون الأمريكية.

## التركيبة السكانية
حدّد مكتب تعداد الولايات المتحدة بيانات التركيبة السكانية لبروكينغز في تعداد الولايات المتحدة. في ما يلي، التركيبة السكانية حسب تعدادي 2000 و2010.

### تعداد عام 2000
بلغ عدد سكان بروكينغز 5,447 نسمة بحسب تعداد عام 2000، وبلغ عدد الأسر 2,309 أسرة وعدد العائلات 1,484 عائلة مقيمة في المدينة. في حين سجلت الكثافة السكانية 506.2 نسمة لكل كيلومتر مربع (1,311.1/ميل2). وبلغ عدد الوحدات السكنية 2,614 وحدة بمتوسط كثافة قدره 242.9 لكل كيلومتر مربع (629.1/ميل2).
وتوزع التركيب العرقي للمدينة بنسبة 90.55% من البيض و0.20% من الأمريكيين الأفارقة و2.40% من الأمريكيين الأصليين و1.29% من الأمريكيين ذوي الأصول الآسيوية و0.13% من سكان جزر المحيط الهادئ و1.43% من الأعراق الأخرى و4% من عرقين مختلطين أو أكثر و4.74% من الهسبانيون أو اللاتينيون من أي عرق.
بلغ عدد الأسر 2,309 أسرة كانت نسبة 29.7% منها لديها أطفال تحت سن الثامنة عشر تعيش معهم، وبلغت نسبة الأزواج القاطنين مع بعضهم البعض 51.3% من أصل المجموع الكلي للأسر، ونسبة 9.4% من الأسر كان لديها معيلات من الإناث دون وجود شريك، بينما كانت نسبة 3.6% من الأسر لديها معيلون من الذكور دون وجود شريكة وكانت نسبة 35.7% من غير العائلات. تألفت نسبة 30% من أصل جميع الأسر من عدة أفراد يعيشون في نفس المنزل ونسبة 16.1% كانت تتألف من شخص يعيش بمفرده يبلغ من العمر 65 عاماً أو أكثر. وبلغ متوسط حجم الأسرة المعيشية 2.30، أما متوسط حجم العائلات فبلغ 2.83.
بلغ العمر الوسطي للسكان 43.1 عاماً. وكانت نسبة 23.8% من القاطنين تحت سن الثامنة عشر، وكانت نسبة 5.7% بين الثامنة عشر والرابعة والعشرين عاماً، ونسبة 23% كانت واقعةً في الفئة العمرية ما بين الخامسة والعشرين والرابعة والأربعين عاماً، ونسبة 23.3% كانت ما بين الخامسة والأربعين والرابعة والستين، ونسبة 21.6% كانت ضمن فئة الخامسة والستين عاماً فما فوق. يوجد لكل 100 أنثى 91.4 ذكر، ويوجد لكل 100 أنثى في الثامنة عشر من عمرها فما فوق 87.5 ذكر.
بلغ متوسط دخل الأسرة في المدينة 31,656 دولارًا، أما متوسط دخل العائلة فبلغ 36,846 دولارًا. وكان متوسط دخل الذكور 33,073 دولارًا مقابل 22,591 دولارًا للإناث. وسجل دخل الفرد الخاص بالمدينة 17,010 دولارًا. وكانت نسبة 9.1% من العائلات ونسبة 11.5% من السكان تحت خط الفقر، وكان من هؤلاء نسبة 14% تحت سن الثامنة عشر ونسبة 9.5% في الخامسة والستين من العمر وما فوق.

### تعداد عام 2010
بلغ عدد سكان بروكينغز 6,336 نسمة بحسب تعداد عام 2010، وبلغ عدد الأسر 2,717 أسرة وعدد العائلات 1,689 عائلة مقيمة في المدينة. في حين سجلت الكثافة السكانية 588.8 نسمة لكل كيلومتر مربع (1,525.0/ميل2). وبلغ عدد الوحدات السكنية 3,183 وحدة بمتوسط كثافة قدره 295.8 لكل كيلومتر مربع (766.1/ميل2).
وتوزع التركيب العرقي للمدينة بنسبة 92.22% من البيض و0.35% من الأمريكيين الأفارقة و1.82% من الأمريكيين الأصليين و0.95% من الأمريكيين ذوي الأصول الآسيوية و0.11% من سكان جزر المحيط الهادئ و0.95% من الأعراق الأخرى و3.61% من عرقين مختلطين أو أكثر و6.61% من الهسبانيون أو اللاتينيون من أي عرق.
بلغ عدد الأسر 2,717 أسرة كانت نسبة 26.7% منها لديها أطفال تحت سن الثامنة عشر تعيش معهم، وبلغت نسبة الأزواج القاطنين مع بعضهم البعض 46.7% من أصل المجموع الكلي للأسر، ونسبة 11% من الأسر كان لديها معيلات من الإناث دون وجود شريك، بينما كانت نسبة 4.5% من الأسر لديها معيلون من الذكور دون وجود شريكة وكانت نسبة 37.8% من غير العائلات. تألفت نسبة 31.3% من أصل جميع الأسر من عدة أفراد يعيشون في نفس المنزل ونسبة 15.3% كانت تتألف من شخص يعيش بمفرده يبلغ من العمر 65 عاماً أو أكثر. وبلغ متوسط حجم الأسرة المعيشية 2.26، أما متوسط حجم العائلات فبلغ 2.81.
بلغ العمر الوسطي للسكان 46.9 عاماً. وكانت نسبة 21.1% من القاطنين تحت سن الثامنة عشر، وكانت نسبة 7% بين الثامنة عشر والرابعة والعشرين عاماً، ونسبة 19.8% كانت واقعةً في الفئة العمرية ما بين الخامسة والعشرين والرابعة والأربعين عاماً، ونسبة 27.9% كانت ما بين الخامسة والأربعين والرابعة والستين، ونسبة 24.2% كانت ضمن فئة الخامسة والستين عاماً فما فوق. وتوزع التركيب الجنسي للسكان بنسبة 47.7% ذكور و52.3% إناث.

## المناخ
يظهر الجدول التالي التغييرات المناخية على مدار السنة لبروكينغز:
| البيانات المناخية لـبروكينغز            | البيانات المناخية لـبروكينغز | البيانات المناخية لـبروكينغز | البيانات المناخية لـبروكينغز | البيانات المناخية لـبروكينغز | البيانات المناخية لـبروكينغز | البيانات المناخية لـبروكينغز | البيانات المناخية لـبروكينغز | البيانات المناخية لـبروكينغز | البيانات المناخية لـبروكينغز | البيانات المناخية لـبروكينغز | البيانات المناخية لـبروكينغز | البيانات المناخية لـبروكينغز | البيانات المناخية لـبروكينغز |
| الشهر                                   | يناير                        | فبراير                       | مارس                         | أبريل                        | مايو                         | يونيو                        | يوليو                        | أغسطس                        | سبتمبر                       | أكتوبر                       | نوفمبر                       | ديسمبر                       | المعدل السنوي                |
| --------------------------------------- | ---------------------------- | ---------------------------- | ---------------------------- | ---------------------------- | ---------------------------- | ---------------------------- | ---------------------------- | ---------------------------- | ---------------------------- | ---------------------------- | ---------------------------- | ---------------------------- | ---------------------------- |
| الدرجة القصوى °ف (°م)                   | 78 (26)                      | 83 (28)                      | 83 (28)                      | 92 (33)                      | 99 (37)                      | 101 (38)                     | 108 (42)                     | 101 (38)                     | 103 (39)                     | 96 (36)                      | 85 (29)                      | 79 (26)                      | 108 (42)                     |
| متوسط درجة الحرارة الكبرى °ف (°م)       | 55.4 (13.0)                  | 56.2 (13.4)                  | 57.6 (14.2)                  | 59.6 (15.3)                  | 63.0 (17.2)                  | 66.8 (19.3)                  | 67.8 (19.9)                  | 67.6 (19.8)                  | 67.7 (19.8)                  | 64.4 (18.0)                  | 57.9 (14.4)                  | 55.2 (12.9)                  | 61.6 (16.4)                  |
| المتوسط اليومي °ف (°م)                  | 48.8 (9.3)                   | 49.4 (9.7)                   | 50.2 (10.1)                  | 51.7 (10.9)                  | 55.0 (12.8)                  | 58.2 (14.6)                  | 60.1 (15.6)                  | 60.2 (15.7)                  | 59.5 (15.3)                  | 56.3 (13.5)                  | 51.2 (10.7)                  | 48.4 (9.1)                   | 54.1 (12.3)                  |
| متوسط درجة الحرارة الصغرى °ف (°م)       | 42.3 (5.7)                   | 42.7 (5.9)                   | 42.7 (5.9)                   | 43.8 (6.6)                   | 47.0 (8.3)                   | 49.5 (9.7)                   | 52.4 (11.3)                  | 52.8 (11.6)                  | 51.2 (10.7)                  | 48.3 (9.1)                   | 44.5 (6.9)                   | 41.6 (5.3)                   | 46.6 (8.1)                   |
| أدنى درجة حرارة °ف (°م)                 | 21 (−6)                      | 24 (−4)                      | 29 (−2)                      | 31 (−1)                      | 32 (0)                       | 37 (3)                       | 39 (4)                       | 41 (5)                       | 39 (4)                       | 32 (0)                       | 28 (−2)                      | 17 (−8)                      | 17 (−8)                      |
| الهطول إنش (مم)                         | 11.84 (301)                  | 9.96 (253)                   | 9.43 (240)                   | 6.47 (164)                   | 3.85 (98)                    | 2.02 (51)                    | 0.43 (11)                    | 0.72 (18)                    | 1.39 (35)                    | 5.36 (136)                   | 11.24 (285)                  | 14.51 (369)                  | 77.22 (1٬961)                |
| متوسط تساقط الثلوج إنش (سم)             | 0.4 (1.0)                    | 0.2 (0.51)                   | 0 (0)                        | 0 (0)                        | 0 (0)                        | 0 (0)                        | 0 (0)                        | 0 (0)                        | 0 (0)                        | 0 (0)                        | 0 (0)                        | 0 (0)                        | 0.7 (1.8)                    |
| المصدر: Western Regional Climate Center |                              |                              |                              |                              |                              |                              |                              |                              |                              |                              |                              |                              |                              |

## أعلام
- راي كراش كوريغان
- إيثان ألين
- إلمو وليامز
- ماكس ستينكي
- برادلي بيج